# George Thorogood
George Thorogood (* 24. Februar 1950 in Wilmington, Delaware) ist ein US-amerikanischer Bluesrock-Musiker.

## Leben und Werdegang
Thorogoods musikalische Vorbilder sind Elmore James, Hound Dog Taylor und Chuck Berry. Obwohl er ab den 1980er-Jahren eine große Zahl von Fans erreichte, erhielt er nie die Anerkennung der Bluespuristen. Ursprünglich Baseballspieler, entschied er sich für die Musik, nachdem er ein Konzert mit John P. Hammond besucht hatte. 1973 gründete er in Delaware seine Begleitband The Destroyers. Bald gingen sie nach Boston, wo sie regelmäßig in Bluesclubs auftraten.
Sein erstes Album Better Than the Rest erschien 1974. 1977 kam der Durchbruch mit seinem zweiten Album George Thorogood, das er mit seiner Band The Destroyers aufgenommen hatte. 1978 folgte das Album Move It On Over mit dem gleichnamigen Hit.
Während der 1980er und 1990er nahm Thorogood einige seiner bekanntesten Titel auf, darunter Bad to the Bone – eingesetzt in den Filmen Christine, Terminator 2, Ein Zwilling kommt selten allein, Auf Kriegsfuß mit Major Payne und den Serien Eine schrecklich nette Familie und Eureka –, I Drink Alone, You Talk Too Much und If You Don't Start Drinking (I'm Gonna Leave). 
Auch wenn zu Beginn der 1990er-Jahre die Plattenverkäufe sanken, ist Thorogood immer noch wichtiger Teil der Klubszene, und seine Konzerte bringen nach wie vor große Zuschauermassen in Bewegung.
Thorogood ist verwitwet und Vater einer Tochter.

## Diskografie

### Alben
| Jahr | Titel                                              | Höchstplatzierung, Gesamtwochen, AuszeichnungChartplatzierungen (Jahr, Titel, Platzierungen, Wochen, Auszeichnungen, Anmerkungen) | Höchstplatzierung, Gesamtwochen, AuszeichnungChartplatzierungen (Jahr, Titel, Platzierungen, Wochen, Auszeichnungen, Anmerkungen) | Anmerkungen                          |
| Jahr | Titel                                              | UK | US | Anmerkungen                          |
| ---- | -------------------------------------------------- | --- | --- | ------------------------------------ |
| 1977 | George Thorogood & the Destroyers                  | UK67 (1 Wo.)UK | US— GoldUS | Erstveröffentlichung: Oktober 1977   |
| 1978 | Move It On Over                                    | — | US33 Gold · (47 Wo.)US | Erstveröffentlichung: November 1978  |
| 1979 | Better Than the Rest                               | — | US78 (10 Wo.)US | Erstveröffentlichung: September 1979 |
| 1980 | More George Thorogood and The Destroyers           | — | US68 (12 Wo.)US |                                      |
| 1982 | Bad to the Bone                                    | — | US43 Gold · (48 Wo.)US |                                      |
| 1985 | Maverick                                           | — | US32 Gold · (39 Wo.)US |                                      |
| 1986 | Live                                               | — | US33 Platin · (42 Wo.)US |                                      |
| 1988 | Born to Be Bad                                     | — | US32 Gold · (24 Wo.)US |                                      |
| 1991 | Boogie People                                      | — | US77 (13 Wo.)US |                                      |
| 1992 | The Baddest of George Thorogood and the Destroyers | — | US100 Platin · (20 Wo.)US |                                      |
| 1993 | Haircut                                            | — | US120 (10 Wo.)US |                                      |
| 2004 | 30 Years of Rock – Greatest Hits                   | — | US55 Gold · (18 Wo.)US |                                      |
| 2009 | The Dirty Dozen                                    | — | US169 (1 Wo.)US | Erstveröffentlichung: 24. Juli 2009  |
| 2011 | 10 Great Songs                                     | — | US171 (2 Wo.)US |                                      |

Weitere Alben
- Nadine (1986)
- Rockin’ My Life Away (1991)
- Live: Let’s Work Together (1995) mit Elvin Bishop
- I’m Wanted (1995)
- Live in ’99 (1999)
- Half a Boy / Half a Man (1999)
- Encore Collection: Extended Versions (2000)
- Anthology (2000)
- Ride ’Til I Die (2003)
- Rounder Heritage Series: Who Do You Love? (2003)
- 30th Anniversary Tour Live in Europe (2004)
- The Hard Stuff (2006)
- Taking Care of Business (2007)
- Live (2007)
- Boogie People (2009)
- Live in Boston 1982 (2010)
- 2120 South Michigan Ave (2011)
- George Thorogood & The Delaware Destroyers (2015)
- Party of One (2017)
- Capital City Blues (Live 1978) (2019)
- Electric Lady Blues (New York Live ’93) (2020)
- Live in Boston 1982: The complete Concert (2020)
- Smokin' Dynamite (Live 1994) (2021)
- The Original (2022)

### Singles
- Madison Blues / Ride on Josephine (1978)
- Who Do You Love / I’ll Change My Style (1978)
- So Much Trouble / Can’t Stop Loving You / I’m Ready (live) / New Hawaiian Boogie (live) (1978)
- Bottom of the Sea / Kids from Philly (1980)
- Nobody But Me / That Philly Thing (1982)
- Bad to the Bone / No Particular Place to Go (live) (1982, UK: Silber)
- Rock And Roll Christmas / New Year’s Eve Party (1983)
- Willie and the Hand Jive / I Drink Alone (1985)
- Reelin’ and Rockin’ (live) / Bottom of the Sea (live) (1986)
- Treat Her Right / You Can’t Catch Me (1988)
- Bad to the Bone / No Particular Place to Go (live) (1989)
- Get a Haircut / Gone Dead Train (1993)

### Videoalben
- Born to Be Bad (1989)
- George Thorogood on Tape (1993) (DVD 2002)
- Live in ’99 (1999) (DVD 2008)
- 30th Anniversary Tour: Live (2004) (DVD 2008)
- George Thorogood & The Destroyers – Video Hits (2005)

## Auszeichnungen für Musikverkäufe
| Platin-Schallplatte - Neuseeland - 2023: für die Single Bad to the Bone |

Anmerkung: Auszeichnungen in Ländern aus den Charttabellen bzw. Chartboxen sind in ebendiesen zu finden.
| Land/RegionAuszeichnungen für Musikverkäufe (Land/Region, Auszeichnungen, Verkäufe, Quellen) | Silber  | Gold     | Platin     | Verkäufe  | Quellen          |
| -------------------------------------------------------------------------------------------- | ------- | -------- | ---------- | --------- | ---------------- |
| Neuseeland (RMNZ)                                                                            | —       | —        | Platin1    | 30.000    | radioscope.co.nz |
| Vereinigte Staaten (RIAA)                                                                    | —       | 6× Gold6 | 2× Platin2 | 5.000.000 | riaa.com         |
| Vereinigtes Königreich (BPI)                                                                 | Silber1 | —        | —          | 200.000   | bpi.co.uk        |
| Insgesamt                                                                                    | Silber1 | 6× Gold6 | 3× Platin3 |           |                  |